# Scopula candicans
Scopula candicans är en fjärilsart som beskrevs av Louis Beethoven Prout 1913. Scopula candicans ingår i släktet Scopula och familjen mätare. Inga underarter finns listade.